# Virgile (grammairien toulousain)
Pour les articles homonymes, voir Virgile (homonymie).
Virgile de Toulouse ou Vergile Maro ou Virgilius Maro Grammaticus est un grammairien du VIe siècle et début VIIe siècle. Il était le troisième Virgile à être professeur à l'école de Toulouse fondée par un certain Donat.

## Biographie
Vraisemblablement d'origine gauloise, Virgile fut d'abord l'élève de Virgile d'Asie (en latin Virgilius Asianus) à l'école de Toulouse, puis fut le disciple du grammairien Énée qui est peut-être mythique.
Il est l'auteur de plusieurs codex importants et son nom était encore évoqué au Moyen Âge. Une légende raconte qu'il était à Toulouse l'élève de Guillaume de Capdenier, à qui, plus tard venant à décéder, Virgile devait reprendre la gérance des Écoles. Mais ayant été écarté au profit du fils de Guillaume de Capdenier, il serait parti pour Rome.
D'autres théories concernant sa vie existent, la première soutenu entre autres par Bernhard Bischoff, le tiennent pour un juif, peut-être de Séville.
La seconde le dit basque ou espagnol et après avoir quitté Toulouse il serait parti, non pas pour Rome, mais pour l'Irlande  où il aurait œuvré comme filid, peut être sous le nom de Ferchertne Filid. Cette théorie est considérée comme dépassée. D'autant plus que Ferchertne Filid, grammairien lui aussi, aurait vécu environ deux siècles plus tôt.
Le peu de choses que l'on connaît de sa vie se fait par déduction. On sait par exemple qu'il a dû vivre au VIIe siècle, car il est cité par Aldhelm de Sherborne mort en 709, c'est donc la limite supérieure. Comme Virgile le Toulousain dans ses compilations cite lui-même Isidore de Séville (vers 565-636), on sait qu'il était a minima contemporain de celui-ci.

## Redécouverte auXIXesiècle
Angelo Mai, en faisant des recherches dans les bibliothèques italiennes, a découvert de nombreux manuscrits. Parmi ceux-ci il remarque deux traités de Virgilius Maro datant du XIe siècle extrêmement difficiles à lire. Dans les décennies suivantes, d'autres manuscrits furent retrouvés.

### Œuvres
Virgilius Maro Grammaticus dit Virgile a laissé deux œuvres :
- les Epitomæ, composés de 15 chapitres dont seulement 12 nous sont parvenus, publiés dans Bibliotheca Teubneriana[6]
- les huit Epistolae[7].

Les deux écrits sont des explications de grammaire. Seulement, à l'époque au VIIe siècle, la grammaire était mélangée à l'étymologie, l'histoire de la langue et anecdotes diverses un peu à la manière du Trivium qui débutait. Beaucoup de détails sur la naissance supposée des langues et de l'écriture sont intégrés dans ce texte de grammaire comme le De laudibus indefunctorum (À la gloire des non-morts). L'auteur a une plume obscure voire mystique et il est connu pour l'opacité de ses gloses. Il est parfois comparé, dans les pays anglo-saxons, à Rabelais, bien qu'il ait écrit à une tout autre époque.
Virgile cite beaucoup d'auteurs anciens, sans les nommer, d'autres sont nommés et identifiables comme Varron, Cato, Vergilius ou Origène mais dont la paternité des textes est parfois sujette à caution. Il y a aussi beaucoup d'auteurs fantaisistes qui, a priori, ne correspondent à aucun auteur connu comme Sagillus, Gurgilius, Balapsidius,...(liste non exhaustive). Certains de ces noms sont clairement des inventions, d'autres indiquent une certaine culture littéraire comme Vulcain, Aeneas, ou encore Blastus (en) (une figure biblique). D'autres correspondent à une déformation de nom comme Sufphonias (Sophonias) ou encore Terentius et Galbungus qui correspondent probablement à des Écoles (schola Terentii et schola Galbungi) qui sont nommées, non pas d'après leur fondateur comme il a pu le penser, mais d'après leur localisation.

### Manuscrits
Avant la redécouverte des écrits au XIXe siècle, il n'y avait que trois manuscrits principaux dont deux gardés en France.
- Paris, Bibliothèque nationale Latinus 13026;
- Amiens, Bibliothèque municipale, 426;
- Naples, Biblioteca Nazionale IV.A.34 .

Seul un manuscrit contient les Epistolae en entier; celui de Naples. Mais en le comparant avec les autres fragments il apparaît que ce texte n'est pas toujours conforme.

### Études
- Charles Marty-Laveaux, Examen des œuvres de Virgilius Maro in 'Thèse de l'Ecole des chartes', bibliothèque de l'Ecole des chartes, 1849
- (la) Émile Ernault, De Virgilio Marone, grammatico tolosano, Paris, F. Wiewey, 1886, 68 p. (texte archivé)
- divers articles parus dans la Revue de philologie, tome XII (1888) et tome XIII (1889)
- D. Tardi, trad., Les Epitomae de Virgile de Toulouse (Paris, 1928) [texte de Huemer avec des traductions françaises.]
- (de) Thomas Stangl, Virgiliana, Munich, J. B. Lindl, 1891, 138 p. (texte archivé)
- articles de Georges Lafage et Paul Lejay, dans Revue de philologie, tome XIX (1895)
- Désazars de Montgailhard (dir.), « Le vrai Virgile toulousain », Revue des Pyrénées, Toulouse,‎ 1902
- (it) G. Polara, 'Virgilio Marone e la parodia delle dottrini grammaticali', in L’héritage des grammairiens latins de l’Antiquité aux Lumières: Actes du colloque de Chantilly, 2–4 septembre 1987, ed. I. Rosier (Louvain and Paris, 1988), p. 109–20
- (en) V. Law, 'Serious Aspects of the Wordplay of Virgilius Maro Grammaticus', in L’héritage des grammairiens latins de l’Antiquité aux Lumières: Actes du colloque de Chantilly, 2–4 septembre 1987, ed. I. Rosier (Louvain and Paris, 1988), p. 121–31; repr. with modifications in her Grammar and Grammarians in the Early Middle Ages (London, 1997), p. 224–4
- Pierre-Yves Lambert, 'Deux notes sur Virgile le grammarien', in Mélanges François Kerlouégan, ed. D. Couso, N. Fick and B. Poulle (Paris, 1994), p. 141–55